# Bresnica (Čačak)
Pour les articles homonymes, voir Bresnica.
Bresnica (en serbe cyrillique : Бресница) est une localité de Serbie située sur le territoire de la Ville de Čačak, district de Moravica. Au recensement de 2011, elle comptait 1 286 habitants.

## Démographie

### Évolution historique de la population
| 1948  | 1953  | 1961  | 1971  | 1981  | 1991  | 2002  | 2011  |
| ----- | ----- | ----- | ----- | ----- | ----- | ----- | ----- |
| 2 731 | 2 672 | 2 546 | 2 299 | 2 055 | 1 772 | 1 466 | 1 286 |

|  |